# Jesus curando o cego perto de Jericó

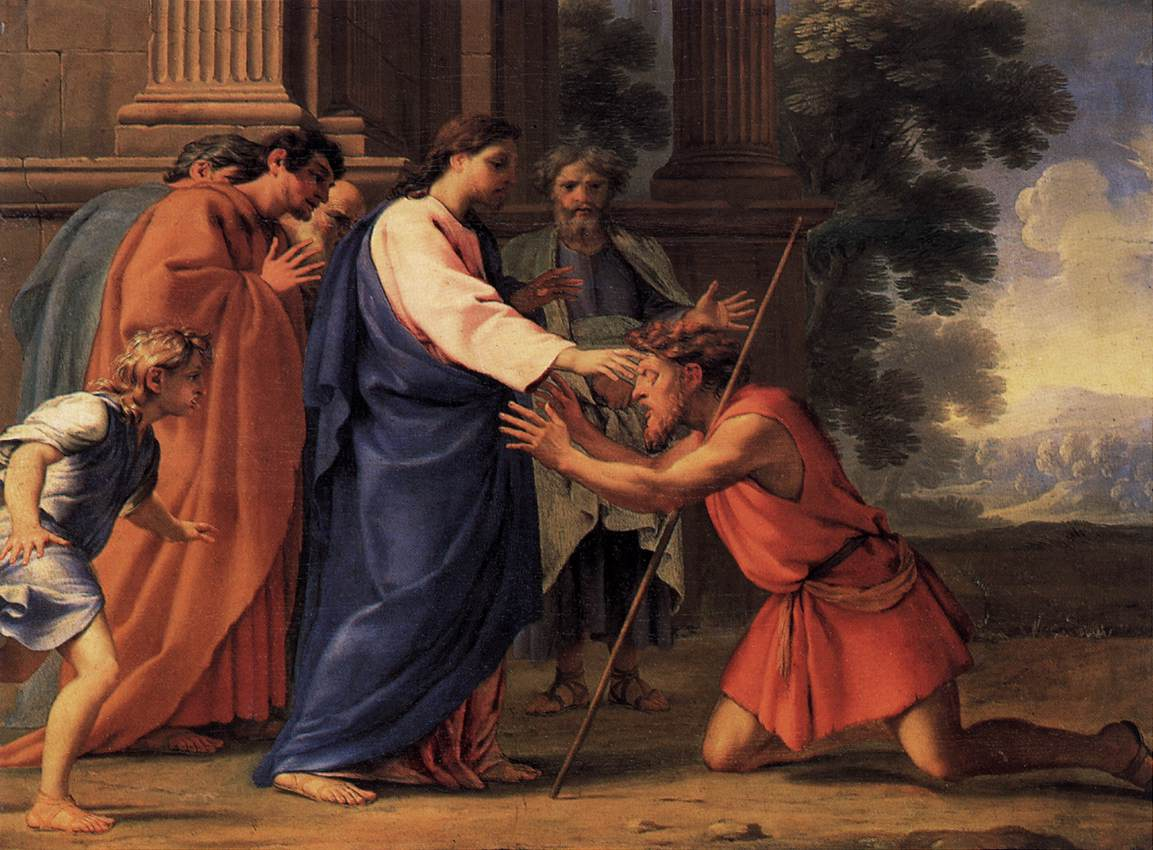
Jesus curando o cego perto de Jericó.
Séc. XVII. Por Eustache Le Sueur, atualmente na Galeria Sanssouci, em Potsdam, na Alemanha.

Jesus curando o cego perto  Jericó é um dos milagres de Jesus narrado nos três evangelhos sinóticos.(Marcos 10:46–52, Mateus 20:29–34 e Lucas 18:35–43) Segundo a tradição cristã, o milagre teria ocorrido quando Jesus passava perto de Jericó, antes da paixão.

## Narrativa bíblica
O Evangelho de Marcos fala apenas de um homem chamado Bartimeu (literalmente "filho de Timeu") como estando presente quando Jesus deixava Jericó, tornando-o uma das poucas pessoas curadas por Jesus a quem é atribuído um nome.
| “ | «Chegaram a Jericó. Ao sair Jesus da cidade com seus discípulos e com uma grande multidão, estava sentado à beira da estrada um cego mendigo, chamado Bartimeu, filho de Timeu. Quando soube que era Jesus o Nazareno, começou a clamar: Jesus, filho de Davi, tem compaixão de mim! Muitos mandaram que se calasse, mas ele clamava ainda mais: Filho de Davi, tem compaixão de mim! Jesus parou e disse: Chamai-o. Chamaram o cego, dizendo-lhe: Tem ânimo; levanta-te, ele te chama. Lançando de si a sua capa, de um salto levantou-se e foi ter com Jesus. Perguntou-lhe Jesus: Que queres que eu te faça? Respondeu-lhe o cego: Mestre, que eu tenha vista. Disse-lhe Jesus: Vai, a tua fé te curou. No mesmo instante recebeu a vista, e o foi seguindo pela estrada.» (Marcos 10:46–52) | ” |

O Evangelho de Mateus tem um relato similar, com dois cegos nas imediações de Jericó, mas não nos dá nomes. No Evangelho de Lucas, também aparece um cego de nome desconhecido, mas o evento ocorre quando Jesus estaria chegando à Jericó e não saindo:
| “ | «Saindo eles de Jericó, acompanhou a Jesus uma grande multidão. Dois cegos, sentados à beira do caminho, sabendo que Jesus passava, clamaram: Senhor, filho de Davi, tem compaixão de nós! A multidão mandou que se calassem, mas eles clamavam cada vez mais: Tem compaixão de nós, Senhor, filho de Davi! Jesus, parando, chamou-os, e perguntou-lhes: Que desejais que eu vos faça? Responderam: Senhor, que se nos abram os olhos. Jesus, condoído, tocou-lhes os olhos; no mesmo instante recuperaram a vista, e seguiram-no.» (Mateus 20:29–34) | ” |

Estes homens seriam a segunda cura de cegos na viagem de Jesus desde Betsaida (veja Jesus curando o cego de Betsaida) até Jerusalém, via Jericó. É possível, mas não certo, que Bartimeu tenha ouvido sobre a primeira cura e, assim, sobre a reputação de Jesus.

## Filho de David
Vernon K. Robbins enfatiza que a cura do cego Bartimeu é a última das curas de Jesus em Marcos e tem uma função de transição, pois liga o ministério de Jesus sobre o sofrimento, morte e ressurreição do Filho do Homem em Marcos 8-10 com as atividades de Jesus, já como "Filho de David", em Jerusalém. Ele afirma que esta perícope também é o clímax da tradição de curas milagrosas em Marcos, pois trata-se de uma história que sublinha a ênfase de Marcos na incapacidade dos discípulos de compreenderem o messianismo de Jesus (sua "cegueira") com a necessidade de seguir Jesus até Jerusalém, onde ele personifica o rei sofredor-mártir num formato que o torna palatável para os gentios como Filho de Deus.
Paula Fredriksen, que acredita que títulos como "Filho de David" foram aplicados a Jesus apenas após a crucificação e ressurreição, argumenta que Marcos e Mateus colocaram esta cura juntamente com a proclamação de "Filho de David" imediatamente antes da "partida para Jerusalém, o já há muito profetizado local de seus sofrimentos". O título "Filho de David" é messiânico e, assim, a exclamação de Bartimeu foi, de acordo com Marcos, o primeiro reconhecimento "público" do Cristo após a Confissão de Pedro, privada.

## Bartimeu
Sabemos que o nome "Bartimeu" é raro por diversos motivos. Primeiro, por alguém curado por Jesus ter sido nomeado. Segundo, por ser um estranho híbrido semita-grego com uma tradução explícita ("filho de Timeu"). Alguns estudiosos veem nisto uma confirmação de que se trata de uma figura histórica, enquanto que outros veem um significado especial nesta história por ser, hipoteticamente, uma referência figurativa à obra "Timeu", de Platão, que traz os principais discursos cosmológicos e teológicos do filósofo e que trata da "visão" como origem de todo o conhecimento.
De acordo com Bruce Robinson, um padre episcopal, Bartimeu pode ser comparado com vantagens aos apóstolos e outros na história de Marcos, por ser diferente deles: 
| “ | Ele primeiro chama conforme o grupo passa e, quando Jesus pergunta o que ele quer, ele vai direto ao assunto. Sem barganhas sobre posição ou status, como Tiago e João. Sem questões legais complicadas, como os fariseus. Sem jogar com o público, como o jovem rico - que queria ter certeza de que todos soubessem que ele guardava os mandamentos desde jovem. Bartimeu não estava tentando impressionar ninguém, não estava buscando uma medalha de ouro por seus atos. Não queria ser o maior no vindouro Reino dos Céus e nem se sentar à direita de Jesus em sua glória | ” |
|   | — The Rev. Bruce Robison. |   |

Ao atirar fora seu manto em Marcos 10:46–52, Bartimeu abriu mão de tudo o que possuía para seguir Jesus.
O papa Bento XVI já comparou a Igreja Católica ao cego Bartimeu. A Igreja Ortodoxa lhe dedica na liturgia como memória o sexto domingo após a Páscoa.